# Georges Bokwé
Georges Motase Bokwé (Yaoundé, 14 luglio 1989) è un calciatore camerunese, portiere svincolato.

## Carriera

### Club
Ha iniziato a giocare nel settore giovanile del Cotonsport Garoua e dal 2014 è passato in prima squadra. Ha vinto due campionati camerunesi di massima divisione, nel 2014 e nel 2015.
Il 17 marzo 2017, i norvegesi del Mjøndalen hanno reso noto che avrebbero testato Bokwé in una sfida amichevole contro il Lillestrøm, nell'ottica di valutarne l'ingaggio. Il 23 marzo ha firmato ufficialmente un accordo annuale con il club, militante in 1. divisjon.
Ha esordito in 1. divisjon in data 2 aprile, schierato titolare nella vittoria per 2-1 contro l'Arendal. Il 25 maggio successivo ha rinnovato il contratto che lo legava al club fino al 31 dicembre 2020.
Svincolato dopo l'esperienza al Mjøndalen, nel corso del 2022 è stato in forza all'Åssiden, in 4. divisjon.
L'8 luglio 2022 è stato reso noto il suo trasferimento al Notodden.

### Nazionale
È stato convocato in nazionale per la prima volta nel 2017 in vista della Coppa d'Africa in Gabon, vinta dalla sua squadra.

## Statistiche

### Presenze e reti nei club
Statistiche aggiornate all'8 luglio 2022.
| Stagione                 | Club                     | Campionato               | Campionato | Campionato | Coppe nazionali | Coppe nazionali | Coppe nazionali | Coppe continentali | Coppe continentali | Coppe continentali | Supercoppe | Supercoppe | Supercoppe | Totale | Totale |
| Stagione                 | Club                     | Comp                     | Pres       | Reti       | Comp            | Pres            | Reti            | Comp               | Pres               | Reti               | Comp       | Pres       | Reti       | Pres   | Reti   |
| ------------------------ | ------------------------ | ------------------------ | ---------- | ---------- | --------------- | --------------- | --------------- | ------------------ | ------------------ | ------------------ | ---------- | ---------- | ---------- | ------ | ------ |
| 2014                     | Cotonsport Garoua        | E1                       | ?          | -?         | CC              | ?               | -?              | -                  | -                  | -                  | -          | -          | -          | ?      | -?     |
| 2015                     | Cotonsport Garoua        | E1                       | ?          | -?         | CC              | ?               | -?              | CCL                | 2                  | -2                 | -          | -          | -          | ?      | -?     |
| 2016                     | Cotonsport Garoua        | E1                       | ?          | -?         | CC              | ?               | -?              | CCL                | 2                  | -2                 | -          | -          | -          | ?      | -?     |
| Totale Cotonsport Garoua | Totale Cotonsport Garoua | Totale Cotonsport Garoua | ?          | -?         |                 | ?               | -?              |                    | 4                  | -4                 |            | -          | -          | ?      | -?     |
| 2017                     | Mjøndalen                | 1D                       | 14         | -20        | CN              | 2               | -3              | -                  | -                  | -                  | -          | -          | -          | 16     | -23    |
| 2018                     | Mjøndalen                | 1D                       | 5          | -6         | CN              | 1               | -2              | -                  | -                  | -                  | -          | -          | -          | 6      | -8     |
| 2019                     | Mjøndalen                | ES                       | 0          | 0          | CN              | 0               | 0               | -                  | -                  | -                  | -          | -          | -          | 0      | 0      |
| 2020                     | Mjøndalen                | ES                       | 0          | 0          | -               | -               | -               | -                  | -                  | -                  | -          | -          | -          | 0      | 0      |
| Totale Mjøndalen         | Totale Mjøndalen         | Totale Mjøndalen         | 19         | -26        |                 | 3               | -5              |                    | -                  | -                  |            | -          | -          | 22     | -31    |
| mag.-lug. 2022           | Åssiden                  | 4D                       | 1          | -1         | CN              | 1               | -1              | -                  | -                  | -                  | -          | -          | -          | 2      | -2     |
| lug.-dic. 2022           | Notodden                 | 2D                       | 0          | 0          | CN              | -               | -               | -                  | -                  | -                  | -          | -          | -          | 0      | 0      |
| Totale                   | Totale                   | Totale                   | ?          | -?         |                 | ?               | -?              |                    | 4                  | -4                 |            | -          | -          | ?      | -?     |

## Palmarès

### Club
- MTN Elite One: 2

Cotonsport Garoua: 2014, 2015

### Nazionale
- Coppa d'Africa: 1

Gabon 2017